# Татхоун
Татхоун (бірм. သထုံ; Татон) — місто в штаті Мон у складі Бірми, на Тенассеримській рівнині.

## Географія
В результаті алювію берег океану відсунувся від міста на 16 км. Тепер це спокійне місто на залізниці між Пегу і Моттама.

### Клімат
Місто знаходиться у зоні, котра характеризується мусонним кліматом. Найтепліший місяць — квітень із середньою температурою 29.4 °C (84.9 °F). Найхолодніший місяць — січень, із середньою температурою 24.1 °С (75.4 °F).
| Клімат Татхоуна         | Клімат Татхоуна | Клімат Татхоуна | Клімат Татхоуна | Клімат Татхоуна | Клімат Татхоуна | Клімат Татхоуна | Клімат Татхоуна | Клімат Татхоуна | Клімат Татхоуна | Клімат Татхоуна | Клімат Татхоуна | Клімат Татхоуна | Клімат Татхоуна |
| Показник                | Січ.            | Лют.            | Бер.            | Квіт.           | Трав.           | Черв.           | Лип.            | Серп.           | Вер.            | Жовт.           | Лист.           | Груд.           | Рік             |
| Середня температура, °C | 24,1            | 25,4            | 27,8            | 29,4            | 28,2            | 26,4            | 25,8            | 25,8            | 26,3            | 27,3            | 26,5            | 24,9            | 26,5            |
| Норма опадів, мм        | 4.4             | 3.8             | 5.6             | 35.8            | 366.5           | 764.7           | 891.5           | 973.6           | 503.7           | 195.4           | 33.9            | 8               | 3786.9          |
| Днів з опадами          | 0,6             | 0,6             | 1,1             | 3,6             | 16,9            | 27,1            | 28,9            | 28,7            | 22,6            | 13,5            | 3,9             | 1               | 148,5           |
| Вологість повітря, %    | 68.1            | 61.8            | 59.2            | 60.4            | 75.2            | 85.2            | 86.9            | 88              | 85.4            | 81.7            | 76.3            | 72.6            | 75.1            |
| ----------------------- | --------------- | --------------- | --------------- | --------------- | --------------- | --------------- | --------------- | --------------- | --------------- | --------------- | --------------- | --------------- | --------------- |
| Джерело: Weatherbase    |                 |                 |                 |                 |                 |                 |                 |                 |                 |                 |                 |                 |                 |

## Історія
Місто Татхоун засноване в перших століттях н. е. До середини 1-го тисячоліття став одним з найбільших портів в Південно-Східній Азії і був столицею монської держави Татон, яка простягалася від дельти річки Іраваді до східної Камбоджі. Мони виводять державу Татон з напівміфічного царства Суварнабхумі («Золота Земля»); на своє походження з цієї держави претендують також інші народи, проте вчені-історики ставляться до цих легенд скептично. Найперша достовірна згадка про це царстві мається на едиктах царя Ашоки, куди він посилав місіонерів. Однак він вказував місце розташування в Південній Індії, а не в Південно-східній Азії.
У державі Двараваті Татон був найважливішим морським портом для торгівлі з Індією і Шрі-Ланкою. Монах Шир Аран, що народився в Татоні, якого також звали Дхаммадассі, приніс буддизм тхеравади до Бірми в Паган. В 1057 році цар Анората з Пагана зайняв Татон, конфіскував буддійські реліквії і відвів ченців у Паган.